# Elasticity
Elasticity är den tredje EP:n av den amerikanske musikern Serj Tankian. EP:n utannonserades i maj 2020 och singeln och musikvideon för "Elasticity" släpptes i februari 2021. Låtarna var från början tänkta att spelas in med Tankians band System of a Down, men efter att han inte kom överens med de andra bandmedlemmarna bestämde sig Tankian för att släppa låtarna själv.

## Låtlista
Alla låtar är skrivna och komponerade av Serj Tankian, om inte annat anges. 
| Nr | Titel            | Längd |
| -- | ---------------- | ----- |
| 1. | Elasticity       | 4:00  |
| 2. | Your Mom         | 3:18  |
| 3. | How Many Times?  | 4:16  |
| 4. | Rumi             | 5:27  |
| 5. | Electric Yerevan | 3:46  |